# Нижние Адам-Учи
Нижние Адам-Учи (удм. Улын Адам-Учи) — деревня в Граховском районе Удмуртии, на реке Адамка.

## История
По итогам десятой ревизии в 1859 году в 27 дворах казённой деревни Адам-Учи Нижние при речке Адамке проживало 286 жителей и работала мельница.
До 1921 года деревня входила в состав Граховской волости Елабужского уезда (с 1921 года — Можгинского уезда). В 1924 году вошла в состав Русско-Адам-Учинского сельсовета. С 1925 по 2004 годы деревня входила в состав Граховского сельсовета. В результате реформы местного самоуправления 2004 года, Граховский сельсовет был разукрупнён и деревня вошла в состав вновь образованного Каменского сельского поселения.

## Население
| 2010 | 2012 |
| ---- | ---- |
| 96   | ↘91  |

## Объекты социальной сферы
- Нижне-Адам-Учинская начальная школа
- Нижне-Адам-Учинский сельский клуб

## Улицы
- улица Колхозная
- улица Речная[6]